# حاجی قازما
حاجی قازما (به لاتین: Hacıqazma) یک منطقه مسکونی در جمهوری آذربایجان است که در شهرستان خاچماز واقع شده‌است.